# میگوی هندی

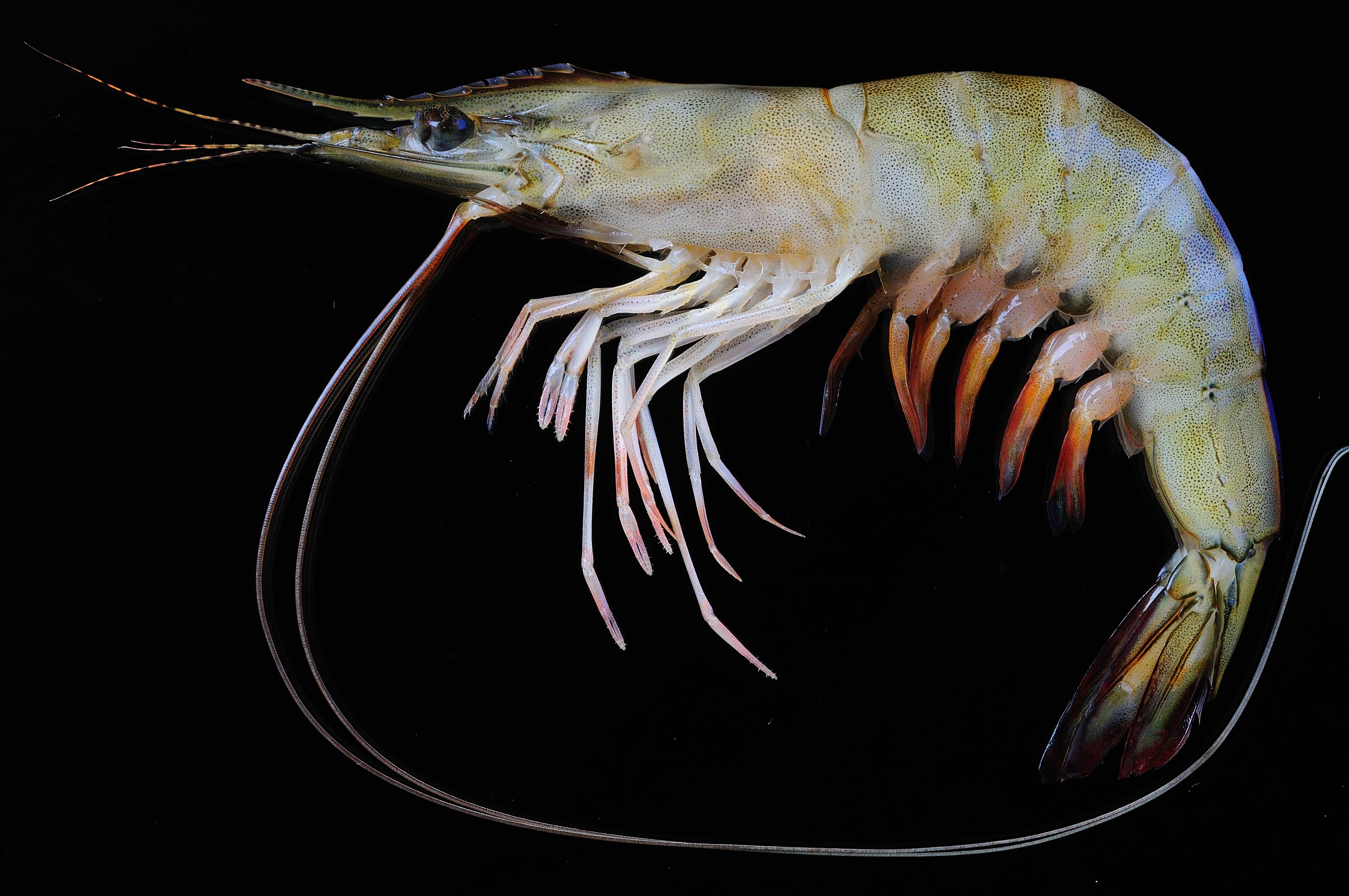
میگوی هندی (نام علمی: Penaeus indicus) نام یک گونه از زیرراسته دارآبشش‌داران است.